# لويس مرسيدس
لويس مرسيدس (بالإسبانية: Luis Mercedes)‏ هو لاعب كرة قاعدة دومينيكاوي، ولد في 15 فبراير 1968 في سان بيدرو دي ماكوريس في جمهورية الدومينيكان.

## وصلات خارجية
- لويس مرسيدس على موقعبيزبول رفرنس.كوم (الدوري الرئيسي) (الإنجليزية)
- لويس مرسيدس على موقعبيزبول رفرنس.كوم (الدوري الثانوي) (الإنجليزية)